# Hyalobole
Hyalobole là một chi bướm đêm thuộc họ Noctuidae.

## Các loài
- Hyalobole orthosioides Warren, 1911